# Ole Klæstrup Christensen
Ole Klæstrup Christensen (født 7. maj 1955 i Ingstrup, Pandrup Kommune)
var socialdemokratisk medlem af Europa-Parlamentet fra 2004 til 2019.

## Baggrund
Ole Klæstrup Christensen blev født i 1955 som søn af møbelsnedker Niels Christensen og Else Christensen. 
Han gik i Brovst Skole fra 1962 til 1971.
Christensen var i lære som isenkræmmer hos Brovst Isenkram fra 1971 til 1974 og fortsatte som isenkræmmer til 1976.
Han blev uddannet merkonom i 1984 fra Aalborg Handelsskole.
I 1989 student fra samme sted.
Han var i øvrigt elitetræner og underviser ved Trænerskolen Aalborg i nogle år fra 1990. Christensen var overkonstabel i Dronningens Livregiment 1976-1990.
Hans øvrige hverv har været som erhvervskonsulent i Aalborg Erhvervsråd (1992-1998), arbejdsmarkedskonsulent i SID Nordjylland (2002-2004), næstformand i LO Brovst (1982-1989), medlem af forbundsbestyrelsen HKKF (1984-1988) og næstformand i Arbejdsmarkedsrådet Nordjylland (2001-2004).
Han er gift med Inger, som han har to børn med.

## Politisk karriere
Christensen var formand for socialdemokratiets vælgerforening i Brovst 1984-1989.
I 1989 blev han kommunalbestyrelsesmedlem i Brovst Kommune. Han var borgmester 1998-2002, hvorefter han var viceborgmester og socialudvalgsformand til 2004.
Han var medlem af bestyrelsen for Kommuneforeningen Nordjylland (2002-2004).
Ved Europa-Parlamentsvalget 2004 blev Christensen valgt ind som nr. 4 på den socialdemokratiske liste. Han blev genvalgt ved Europa-Parlamentsvalget 2009.
Ole Christensen blev genvalgt endnu engang ved valget i 2014. I EU-Parlamentet er han fra 2014 medlem af udvalget for Beskæftigelse og Sociale Anliggender samt delegationen for forbindelserne mellem EU og AVS. Han er stedfortræder i fiskeriudvalget og delegationen for forbindelserne mellem EU og Tyrkiet.